# Воротниковский переулок
Воротнико́вский переу́лок — улица в центре Москвы в Тверском районе между Дегтярным переулком и Садовой-Триумфальной улицей.

## История
Название возникло в XVI—XVII веках. С XV века здесь находилась Воротниковская (Воротничья) слобода, где жили «воро́тники» — караульные, охранявшие городские и крепостные ворота; воротники отпирали и запирали на ночь городские ворота Кремля, Китай-города и Белого города.
В сборнике «Географические названия в Москве» под редакцией Поспелова Евгения Михайловича отмечается два варианта ударения — Воро́тниковский переулок и Воротнико́вский переулок, второй вариант рекомендуется как нормативный. Муравьев Владимир Брониславович в своей книге «Московской старины преданья» предполагает что первоначально ударение было на втором слоге и сместилось вправо под влиянием «народной этимологии» выводящей название переулка от слова воротник — деталь одежды.

## Описание
Воротниковский переулок начинается от Дегтярного переулка, проходит на северо-запад, пересекает Старопименовский переулок и выходит на Садовое кольцо на Садовую-Триумфальную улицу.

## Здания и сооружения

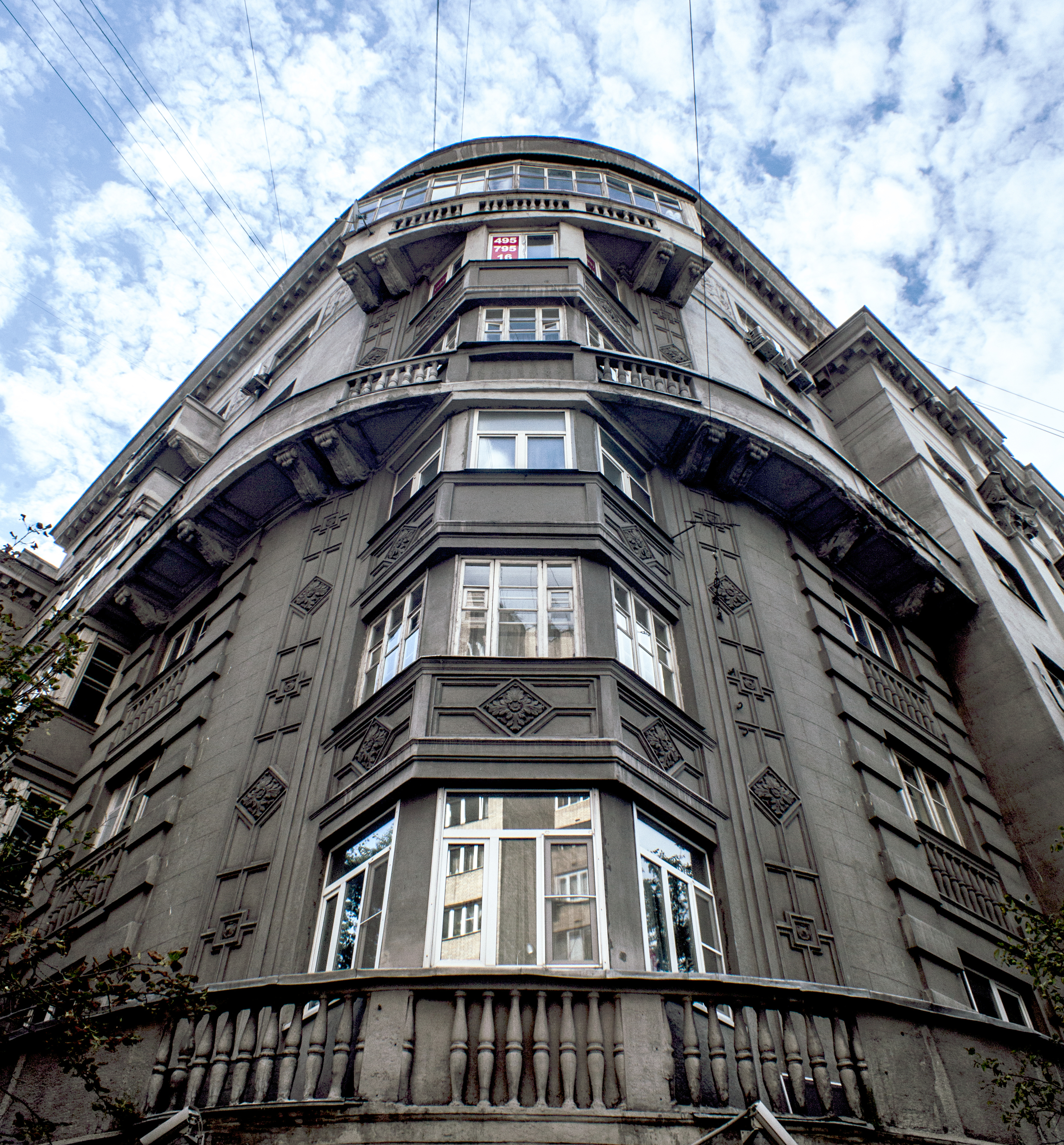
Дом № 5/9

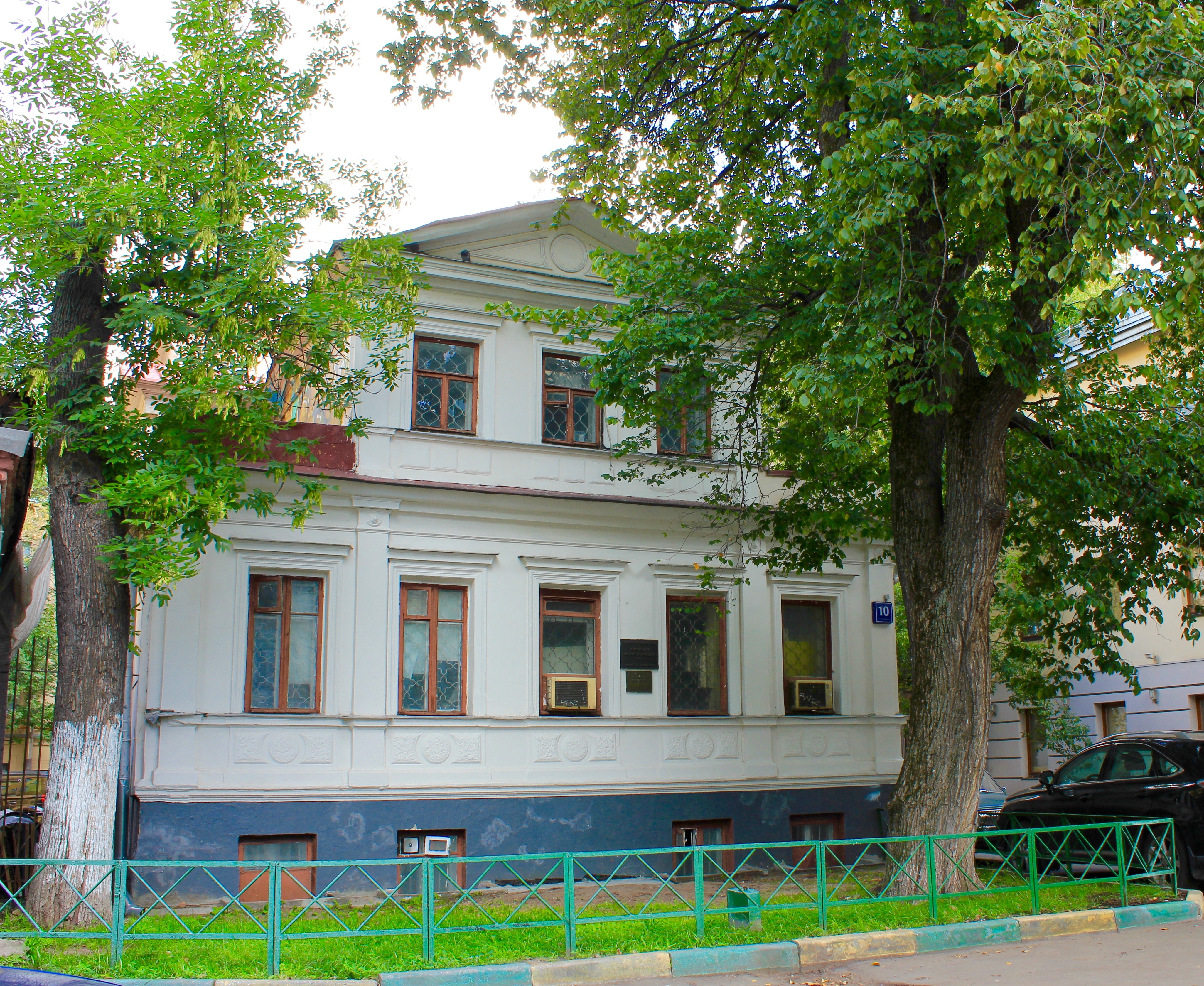
№ 10, строение 2

### По нечётной стороне
- № 5/9  ЦГФО — жилой дом сотрудников Октябрьского райсовета (1934, архитектор В. К. Кильдишев)[5][6]. Объём дома — в 28 тысяч м³, он состоит секций в 8 и 7 этажей. В доме изначально было 42 квартиры[7]. Угловую часть дома украшают барельефы, размещённые в простенках окон последнего этажа. В 2012 году один из барельефов был поврежден жильцами дома установкой кондиционера[8], а в 2013 году Москомнаследие изменило статус постройки с «объект культурного наследия» до «ценный градоформирующий объект»[5]. В рамках гражданской инициативы «Последний адрес» на доме установлен мемориальный знак с именем математика Романа Ивановича Млиника[9], расстрелянного органами НКВД 8 февраля 1938 года[10] в период сталинских репрессий. В базе данных правозащитного общества «Мемориал» есть имена 7-ми жильцов этого дома, расстрелянных в годы террора[11].
- № 7, стр. 1, 2, 3, 4  памятник архитектуры (региональный) — дома жилого кооператива артистов «Труженик искусства» (1927—1932, архитектор В. С. Кузнецов). Здесь жили и работали артисты Малого театра: Рыжовы, Головины, Рафаиловы, Е. Н. Гоголева, В. Я. Хенкин, В. М. Барсова. В корпусе № 3, в 1920—1930 годах помещалась оперная студия им. К. С. Станиславского, в 1920—1940 годах — Центральный дом работников искусств[12].

### По чётной стороне
- № 2/11 — жилой дом. Ранее здесь стоял доходный дом (1916, архитектор Д. М. Челищев), где жил инженер и архитектор В. Г. Залесский. В современном здании с 1969 по 1972 год жил диктор Юрий Левитан[13], а также советский военачальник, дважды Герой Советского Союза М. Г. Фомичёв[14].
- № 4 — Доходный дом А.П. Зверинцева (1914—1916, архитектор А. Д. Чичагов).
- № 8, стр. 1. Доходный дом М.П. Наумова, нач. 1890 гг.
- № 10, стр. 2  памятник архитектуры (региональный) — жилой дом А. В. Остроумовой (1859)[15].
- № 12  памятник архитектуры (федеральный) — дом Нащокиных; принадлежал губернской секретарше Аграфене Ивановне Ивановой. Здесь с 3 по 20 мая 1836 года у своего друга П. В. Нащокина гостил А. С. Пушкин; последний московский адрес поэта[16]. 4 мая 1836 года Пушкин писал жене: «Я остановился у Нащокина. Il est logé en petite maîtresse» (Он обставился щегольски)[17]. Гостиная в квартире Нащокина изображена на картине Н. И. Подключникова[18]. Из имущества Нащокина сохранился т. н. «Нащокинский домик» — точная копия всей его квартиры (вплоть до книг и сервизов, изготовленных на тех же фабриках, что и настоящие) в футляре 2,5 × 2 м с раздвижными зеркальными стеклами (ныне хранится в Санкт-Петербурге, в Музее-квартире А. С. Пушкина). В 1994—2014 годах в доме размещалась художественная галерея «Дом Нащокина».